# San Colombano al Lambro
San Colombano al Lambro là một đô thị ở tỉnh Milano, vùng Lombardia của Italia, khoảng 40 km về phía đông nam của Milano. đô thị này nằm tách biệt hẳn tỉnh Milano, xung quanh hoàn toàn là tỉnh Lodi và tỉnh Pavia. Tại thời điểm ngày 31 tháng 12 năm 2004, đô thị này có dân số 7.509 và diện tích là 16,39 km².
San Colombano al Lambro giáp các đô thị: Borghetto Lodigiano, Graffignana, Livraga, Miradolo Terme, Orio Litta, and Chignolo Po, none of which are in its own Province of Milan.